# Lijst van talen in Madagaskar
Hieronder staan drie lijsten van talen in Madagaskar. Madagaskar kent 15 talen, inclusief belangrijke immigrantentalen, die allemaal levend zijn.

## Alfabetisch
- Antankarana-Malagasi
- Bara-Malagasi
- Comorees
- Frans
- Madagaskar-Gebarentaal
- Malagasi
- Masikoro-Malagasi
- Morisyen
- Noordelijk Betsimisaraka-Malagasi
- Plateaumalagasi
- Réunion-Creools Frans
- Sakalava-Malagasi
- Tandroy-Mahafaly-Malagasi
- Tanosy-Malagasi
- Tsimihety-Malagasi
- Zuidelijk Betsimisaraka-Malagasi

## Volgens aantal sprekers in Madagaskar
Onderstaande aantallen dateren uit 2005.
1. Plateaumalagasi - 5 940 000
2. Tsimihety-Malagasi - 1 016 000
3. Noordelijk Betsimisaraka-Malagasi - 900 000
4. Tandroy-Mahafaly-Malagasi - 650 000
5. Zuidelijk Betsimisaraka-Malagasi - 600 000
6. Bara-Malagasi - 500 000
7. Sakalava-Malagasi, Tanosy-Malagasi - 350 000
8. Masikoro-Malagasi - 90 000
9. Antankarana-Malagasi - 88 000
10. Réunion-Creools Frans - 45 000
11. Comorees - 20 000
12. Frans - 18 000
13. Morisyen - 4000

Onbekend: Madagaskar-Gebarentaal

## Volgens taalfamilie
- Austronesische talen (10 talen in Madagaskar gesproken)
  - Malayo-Polynesische talen (10): Antankarana-Malagasi, Bara-Malagasi, Masikoro-Malagasi, Noordelijk Betsimisaraka-Malagasi, Plateaumalagasi, Sakalava-Malagasi, Zuidelijk Betsimisaraka-Malagasi, Tandroy-Mahafaly-Malagasi, Tanosy-Malagasi, Tsimihety-Malagasy
- Creoolse talen (2)
  - Franse creoolse talen (2): Morisyen, Réunion-Creools Frans
- Gebarentalen (1): Madagaskar-Gebarentaal
- Indo-Europese talen (1)
  - Italische talen (1): Frans
- Niger-Congotalen (1)
  - Atlantische Congotalen (1): Comorees